# Nice Volley-Ball 2016-2017
Questa voce raccoglie le informazioni riguardanti il Nice Volley-Ball nelle competizioni ufficiali della stagione 2016-2017.

## Organigramma societario
Area direttiva
- Presidente: Alain Griguer

Area tecnica
- Allenatore: Mladen Kasić

## Rosa
| N° | Nome               | Ruolo | Data di nascita   | Nazionalità sportiva |
| -- | ------------------ | ----- | ----------------- | -------------------- |
| 1  | Fran Novotni-Kašić | P     | 22 luglio 1997    | Francia              |
| 2  | Gojko Ćuk          | C     | 10 ottobre 1988   | Bosnia ed Erzegovina |
| 3  | Vincent Hervier    | P     | 22 ottobre 1997   | Francia              |
| 4  | Jelle Ribbens      | L     | 17 marzo 1992     | Belgio               |
| 5  | Ivan Kolev         | S     | 2 gennaio 1987    | Bulgaria             |
| 6  | Miloš Terzić       | S     | 13 giugno 1987    | Serbia               |
| 7  | Vincent Malejac    | C     | 16 agosto 1997    | Francia              |
| 8  | Hermans Egleskalns | S/O   | 8 dicembre 1990   | Lettonia             |
| 9  | Corentin Rodolfo   | S     | 5 giugno 1995     | Francia              |
| 10 | Hugo Possamai      | S/O   | 31 marzo 1997     | Francia              |
| 11 | Rusmir Halilović   | P     | 10 luglio 1986    | Bosnia ed Erzegovina |
| 12 | Jérôme Clere       | S     | 2 agosto 1990     | Francia              |
| 14 | Romain Boutelière  | S     | 18 ottobre 1993   | Francia              |
| 15 | Mirko Radević      | C     | 3 febbraio 1987   | Serbia               |
| 16 | Yousri Anegay      | C     | 28 agosto 1996    | Francia              |
| 17 | Benjamin Fallin    | C     | 17 settembre 1998 | Francia              |
| 18 | Philippe Tuitoga   | C     | 18 dicembre 1990  | Francia              |
| 19 | William Le Thuc    | L     | 10 settembre 1995 | Francia              |
| 20 | Yoann Jaumel       | P     | 16 settembre 1987 | Francia              |